# Teigitsch
Teigitsch är ett vattendrag i Österrike.   Det ligger i förbundslandet Steiermark, i den östra delen av landet, 160 km sydväst om huvudstaden Wien.
I omgivningarna runt Teigitsch växer i huvudsak blandskog. Runt Teigitsch är det ganska tätbefolkat, med 72 invånare per kvadratkilometer.